# Journal of the Physical Society of Japan
Journal of the Physical Society of Japan（略称：J. Phys. Soc. Jpn.またはJPSJ）は、日本物理学会による英文の月刊科学学術雑誌。日本物理学会及び応用物理学会の両学会共同の内部組織である物理系学術誌刊行センターから刊行されている。
日本物理学会の英語名は The Physical Society of Japan であり、略称は JPS を使う。PSJ としていないのは、アメリカ物理学会 American Physical Society の略称 APS を真似ているからである。なお、JPSJ においては、PSJ の順番である。両方のスペリングを併用している学会は、世界的にも珍しい。
内容は査読を経た投稿論文（Papers）及び速報（Letters)で、そのほか編集委員会の依頼によるレビュー論文（Review）が掲載される。内容は物理学の全領域を扱うが、実際は物性物理学に偏り気味である。2008年現在、インパクト・ファクター（IF）は2.212。
2021年現在のJPSJ編集委員長（日本物理学会理事）は宮下精二（東京大学名誉教授）である。
理論物理学領域の論文誌としては、"Progress of Theoretical Physics”（発行元：京都大学基礎物理学研究所）があり、そちらに主力論文が掲載されるためである。

## 著名な掲載論文
線形応答理論
R. Kubo, "Statistical-Mechanical Theory of Irreversible Processes. I, General Theory and Simple Applications to Magnetic and Coduction Problems," J. Phys. Soc. Jpn. 12, 570-586 (1957)
量子ホール効果の示唆
T. Ando, Y. Matsumoto, and Y. Uemura, "Theory of Hall Effect in a Two-Dimensional Electron System," J. Phys. Soc. Jpn. 39, 279-288 (1975)
高温超伝導体の電子対波動関数の対称性を決定する量子干渉実験の提案
M. Sigrist and T. M. Rice, "Paramagnetic Effect in High Tc Superconductors--A Hint for d-wave Superconductivity," J. Phys. Soc. Jpn. 61, 4283-4286 (1992)
マンガン酸化物における巨大磁気抵抗効果
Y. Tokura et al., "Giant Magnetotransprot Phenomena in Filling-Cotrolled Kondo Lattice System La1-xSrxMnO3," J. Phys. Soc. Jpn. 63, 3931-3935 (1994)
113番元素の発見
K. Morita et al., "Experiment on the Synthesis of Element 113 in the Reaction 209Bi(70Zn,n)278113," J. Phys. Soc. Jpn. 73, 2593-2596 (2006)
光格子時計
M. Takamoto et al., "Improved Frequency Measurement of a One-Dimensional Optical Lattice Clock with a Spin-Polarized Fermionic 87Sr Isotope," J. Phys. Soc. Jpn. 75, 104302 (2006)